# Schönebecker Straße 3

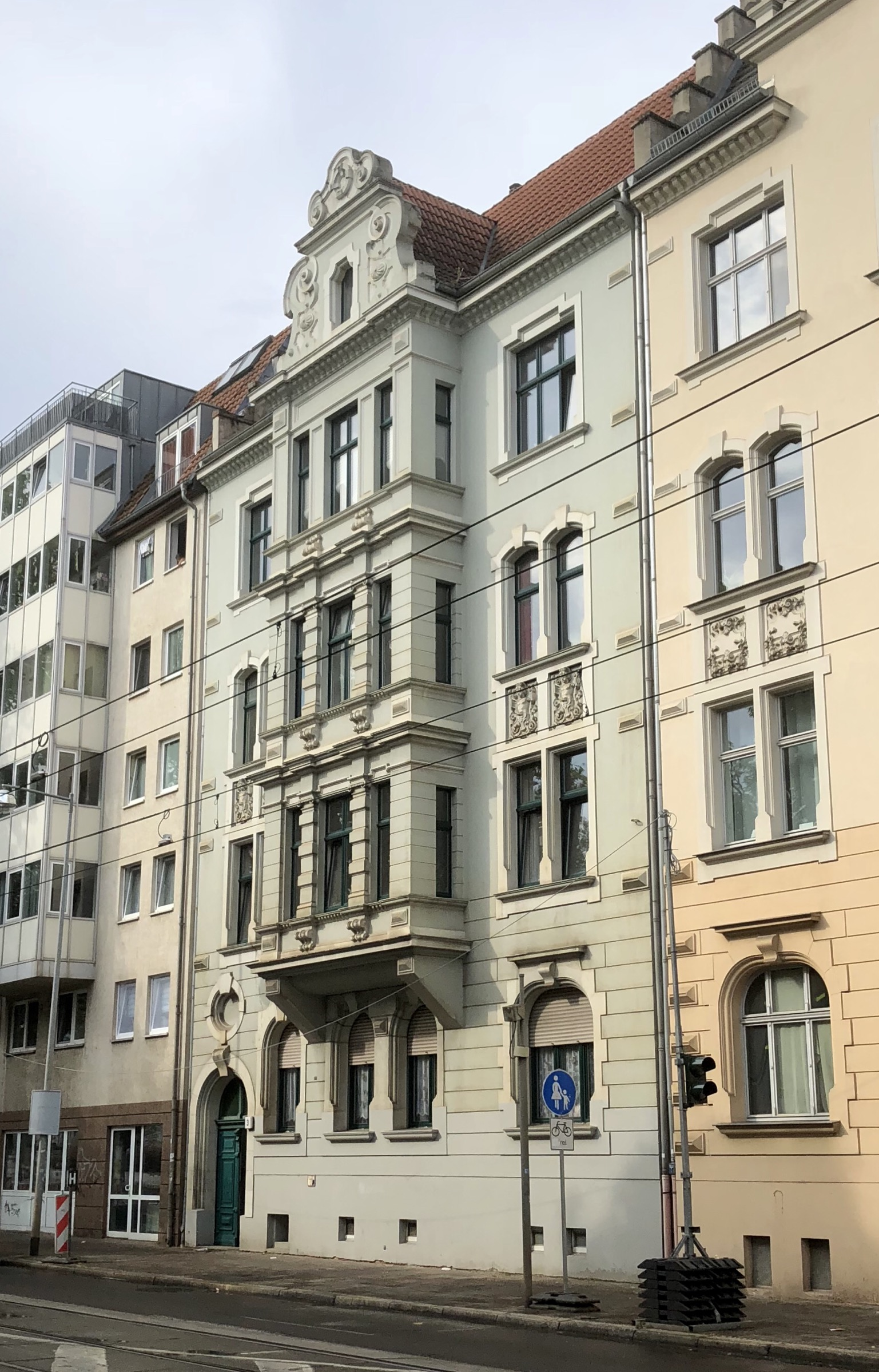
Schönebecker Straße 3, 2019

Schönebecker Straße 3 ist ein denkmalgeschütztes Wohnhaus in Magdeburg in Sachsen-Anhalt.

## Lage
Es befindet sich auf der Westseite der Schönebecker Straße im Stadtteil Buckau. Nördlich grenzt das gleichfalls denkmalgeschützte Haus Schönebecker Straße 2 an.

## Architektur und Geschichte
Der viergeschossige verputzte Bau entstand im Jahr 1893 im Stil der Neorenaissance. Das repräsentative Erscheinungsbild wird von einem dreiachsigen Kastenerker geprägt, der sich mittig vor den Obergeschossen befindet. Er ist mit Lisenen und Pilastern verziert. Darüber hinaus bestehen gekröpfte profilierte Gesimse. Der Erker wird von einem mit Voluten und Schneckenornamenten verzierten Schweifgiebel bekrönt. Sowohl die Traufe als auch der Erker sind mit Zahnschnittfriesen versehen. Im zweiten Obergeschoss sind die Brüstungsfelder mit ornamentalen Verzierungen gestaltet.
Im örtlichen Denkmalverzeichnis ist das Wohnhaus unter der Erfassungsnummer 094 82551 als Baudenkmal verzeichnet.